# Pavle Radovanović
Pavle Radovanović (1975. augusztus 21. –) montenegrói nemzetközi labdarúgó-játékvezető.

## Pályafutása

### Nemzeti játékvezetés
2006-ban lett az I. Liga játékvezetője.

### Nemzetközi játékvezetés
A Montenegrói labdarúgó-szövetség Játékvezető Bizottsága (JB) terjesztette fel nemzetközi játékvezetőnek, a Nemzetközi Labdarúgó-szövetség (FIFA) 2008-tól tartotta nyilván bírói keretében. Több nemzetek közötti válogatott és klubmérkőzést vezetett, vagy működő társának 4. bíróként segített. 2011-től az UEFA 3. kategóriás játékvezetője. A montanegrói nemzetközi játékvezetők rangsorában, a világbajnokság-Európa-bajnokság sorrendjében az első helyet foglalja el 3 találkozó szolgálatával. Válogatott mérkőzéseinek száma: 3 (2012).

#### Világbajnokság
A világbajnoki döntőhöz vezető úton Dél-Afrikába a XIX., a 2010-es labdarúgó-világbajnokságra valamint Brazíliába a XX., a 2014-es labdarúgó-világbajnokságra a FIFA JB játékvezetőként alkalmazta.

##### 2010-es labdarúgó-világbajnokság

###### Selejtező mérkőzés
| Időpont            | Helyszín                 | Mérkőzés típusa           | Mérkőzés                   | Eredmény | Nézők száma |
| ------------------ | ------------------------ | ------------------------- | -------------------------- | -------- | ----------- |
| 2009. november 10. | Rheinpark Stadion, Vaduz | előselejtező (4. csoport) | Liechtenstein–Azerbajdzsán | 0 : 2    | 1 635       |

##### 2014-es labdarúgó-világbajnokság

###### Selejtező mérkőzés
| Időpont              | Helyszín                  | Mérkőzés típusa           | Mérkőzés        | Eredmény | Nézők száma |
| -------------------- | ------------------------- | ------------------------- | --------------- | -------- | ----------- |
| 2012. szeptember 11. | Nemzeti Stadion, Bukarest | előselejtező (D. csoport) | Románia–Andorra | 0 – 4    | 25 000      |

##### Európa-bajnokság
Az európai-labdarúgó torna döntőjéhez vezető úton Ukrajnába és Lengyelországba a XIV., a 2012-es labdarúgó-Európa-bajnokságra az UEFA JB játékvezetőként foglalkoztatta.

##### 2012-es labdarúgó-Európa-bajnokság

###### Selejtező mérkőzés
| Időpont         | Helyszín                     | Mérkőzés típusa           | Mérkőzés                | Eredmény | Nézők száma |
| --------------- | ---------------------------- | ------------------------- | ----------------------- | -------- | ----------- |
| 2011. június 7. | Olimpiai Stadion, Serravalle | előselejtező (E. csoport) | San Marino–Magyarország | 0 : 3    | 1 000       |